# La rivolta di Giobbe
La rivolta di Giobbe è un film del 1983 diretto da Imre Gyöngyössy e Barna Kabay.

## Riconoscimenti
- Premio Oscar
  - Candidatura all'Oscar al miglior film straniero